# Cleonymus van Sparta
Cleonymus (Grieks: Κλεώνυμος / Kleoonymos) was een Spartaanse legeraanvoerder uit de 3e eeuw v.Chr. Hij was de vader van koning Leonidas II van Sparta.
Cleonymus was de tweede zoon van de Spartaanse koning Cleomenes II, uit het huis der Agiaden. Na de dood van zijn vader werd hij voor de troonopvolging gedepasseerd door zijn neef Areus I, wiens beschermer hij nog was geweest. 
 Cleonymus vertrok in 304 met een huurlingenleger van 5000 man naar Tarentum, dat de hulp van Sparta had ingeroepen tegen de Lucaniërs. Hij nam het bevel over het Tarentijnse leger over en versloeg daarmee de Lucaniërs, onderwierp Metapontum en dwong de Romeinen tot een overeenkomst, volgens welke Romeinse oorlogsschepen niet noordelijker dan Crotona mochten opereren. Na korte tijd kreeg hij echter onenigheid met de Tarentijnen, waarna hij naar Griekenland terugkeerde. Daar voerde hij in 293 het bevel over de Spartaanse strijdkrachten tegen Demetrius Poliorcetes, en opnieuw in 278 tegen Antigonus II. 
 In 275 verliet hij Sparta opnieuw, en sloot zich aan bij Pyrrhus van Epirus die bereid was hem te steunen in een ultieme poging om vooralsnog de Spartaanse troon te bestijgen. Een poging om Sparta te bezetten liep op een sisser af, en sindsdien vernemen wij niets meer over Cleonymus. 
Zijn zoon zou in 252 als Leonidas II koning van Sparta worden.